# 歐內斯特維爾 (密蘇里州)
歐內斯特維爾（英語：Ernestville）是位於美國密蘇里州拉法葉縣的非建制地區。

## 地理
歐內斯特維爾所處的海拔為高於海平面227米（即745英呎），而該地所採用的時區為UTC-6，即北美中部時區（CST）。同時該地設有夏令時間，為UTC-6調快一小時，即UTC-5（CDT）。